# Igreja San Giuliano Martire

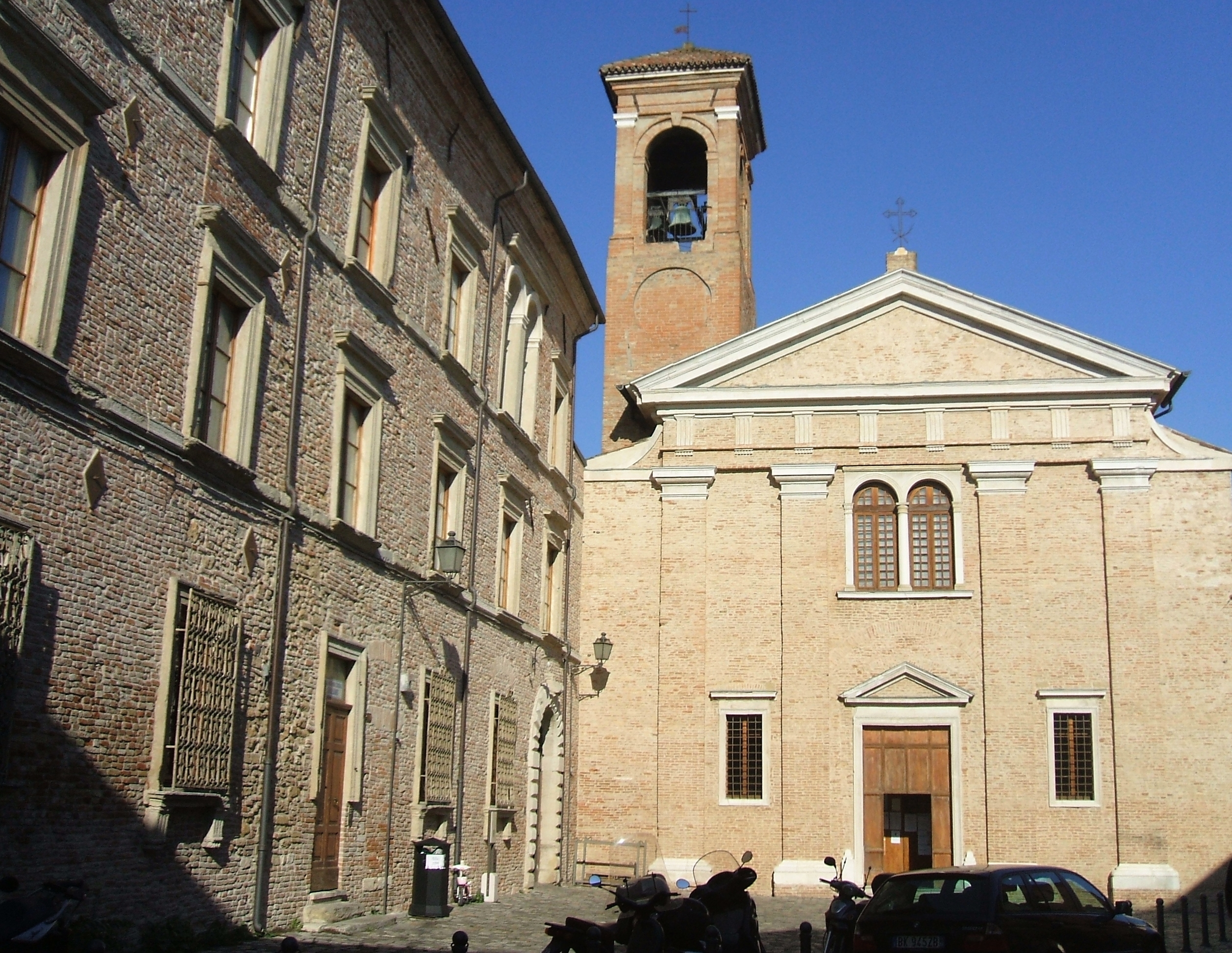

San Giuliano ou San Giuliano Martire é uma igreja católica romana renascentista da cidade de Rimini, na Itália.
A igreja foi construída entre 1553 e 1575 adjacente a uma abadia da ordem beneditina. A estrutura atual foi construída onde era uma igreja do século IX dedicada aos santos e apóstolos Pedro e Paulo. Os beneditinos foram suprimidos em 1797 pelas forças napoleônicas.
A igreja teve obras de Giuseppe Pedretti e Francesco Mancini. O retábulo-mor é uma obra-prima de Paolo Veronese, representando o Martírio de San Giuliano (1588). A igreja também abriga o políptico (1409) de Bittino da Faenza (1357–1427) que descreve episódios da vida desse santo. Relíquias de Bittino foram guardadas na igreja. 